# Jacqueline Lorient
Pour les articles homonymes, voir Lorient (homonymie).
Jacqueline Lorient-Segan, née le 13 mai 1928 à Bordeaux et morte le 8 juin 2000 dans la même ville, est une fleurettiste française.

## Carrière
Jacqueline Lorient, demi-finaliste du championnat de France de fleuret en 1955, est membre de l'équipe de France féminine de fleuret féminin médaillée d'argent aux Championnats du monde 1955 à Rome.